# Bohdan Tůma
Bohdan Tůma, pseudonym Roman Novotný, (* 6. září 1967 Praha) je český herec a dabingový režisér. Jde o jednu z nejvýraznějších osobností českého dabingu. Na svém kontě má stovky postav v různých filmech a seriálech, množství filmů i režíroval. Zahrál si i v několika českých filmech a hlavně seriálech – většinou však menší nebo nevýznamné role. Také namlouvá „zeleného mimozemšťana“ Alzáka pro obchodní řetězec s elektronikou Alza.cz. Jeho nejvýznamnější dabérské role jsou android Dat ve Star Treku: Nové generaci, Semir Gerkhan v Kobře 11, Eric Cartman a pan Mackey v Městečku South Park, Peter Griffin v Griffinových, Clancy Wiggum v Simpsonových, Brandon Walsh v Beverly Hills 90210 nebo Bobby v Brickleberry. Mezi herce, které nejčastěji dabuje, patří například Jim Carrey, Denzel Washington nebo Wesley Snipes. Jeho hlas se objevuje i v mnohých počítačových hrách.Také daboval postavu Steva v Minecraft Filmu (2025).

## Životopis
Narodil se 6. září 1967 v Praze. Studoval herectví a zpěv na pražské konzervatoři a již v té době účinkoval v několika divadlech, například v divadle E. F. Buriana, Na zábradlí nebo v Žižkovském divadle. Po dokončení školy se brzy prosadil jako herec, moderátor, ale hlavně jako dabér. Jeho první filmová role přišla již v roce 1987, když si ve filmu Podivná nevěsta zahrál jednu z vedlejších rolí a o několik let později přišly jeho první dabingové role.

## Osobní život
Je ženatý a má dvě dcery.
Je římskokatolického vyznání a jeho druhé křestní jméno je Milan.

## Herecká filmografie

### Seriály
- Kriminálka Anděl
- On je žena! (Epizoda 02)
- To nevymyslíš!
- Šípková Růženka Epizoda: Neslušný návrh (05)
- Policajti z předměstí Epizoda: Veselé velikonoce (E10)
- Život na zámku Epizoda: Facka (S01E09)
- Motel Anathema
- Oběti Epizoda: Jiný člověk (E04)
- Největší z Pierotů Epizoda: Šestadvacet Pierotových neštěstí (05)
- Chlapci a chlapi Epizoda: Samopal (08)

### Filmy
- Teorie tygra (2016) - hlas papouška
- Hořící keř (2013)
- Taková normální rodinka (2008) - hlas papouška
- Pohádkové počasí (2008)
- Crash Road (2007) - otčím
- Žil jsem s cizinkou (2007)
- Malovaný děti (2003)
- Paní Mlha (2000)
- Pasti, pasti, pastičky (1998) - bodyguard
- Malostranské humoresky (1995) - policista/strážník VB
- Vekslák aneb Staré zlaté časy (1994)
- Tankový prapor (1991) - vojín Bamza
- Podivná nevěsta (1987)

## Dabing TV seriálů (výběr)
- Městečko South Park – Eric Cartman, pan Mackey
- Malá Velká Británie
- Animáci – Wakko[1]
- Griffinovi – Peter Griffin
- Brickleberry – Bobby, titulky
- Simpsonovi – Clancy Wiggum
- Futurama – Zoidberg
- Spongebob v kalhotách - dozorce nad vzdáleností restaurací, reklama na Křupavý Krab
- Star Trek: Nová generace – Brent Spiner
- Kobra 11 – Erdoğan Atalay
- Dexter – Matthew Willig
- Ztraceni – Jorge Garcia
- Xena – Ted Raimi
- Zoufalé manželky – Doug Savant
- Beverly Hills 90210 – Jason Priestley
- Teorie velkého třesku
- Scooby-Doo a Scrappy-Doo
- Monstra vs. Vetřelci – Generál
- Stíny Nad Stockholmem
- Ninjago – Nuckal, Overlord, Clouse, Ronin
- Bible Black

## Dabing filmů (výběr)

### S Brentem Spinerem
- Star Trek: Generace
- Star Trek: První kontakt
- Star Trek: Vzpoura
- Star Trek: Nemesis

### S Wesleym Snipesem
- Vycházející slunce
- Podsvětí
- Tropická horečka
- Blade: Trinity
- Střelec v ohrožení
- Detonator
- Devět životů
- Blade
- Demolition man

### S Willem Smithem
- Já, legenda
- Já, robot
- Muži v černém 2
- Mizerové

### S Jimem Carreyem
- Ace Ventura: Zvířecí detektiv
- Ace Ventura 2: Volání divočiny
- Batman navždy
- Božský Bruce
- Maska
- Věčný svit neposkvrněné mysli
- Yes Man
- Pan Popper a jeho tučňáci
- Lhář, lhář
- Blbý a blbější

### S Owenem Wilsonem
- Poznáš, až to přijde?
- Marley a já
- Fotři jsou lotři
- Noc v muzeu
- Noc v muzeu 2
- Noc v muzeu: Tajemství hrobky
- Nesvatbovi
- Starsky a Hutch

### S Denzel Washingtonem
- Kniha přežití
- Malcolm X
- Americký gangster
- Déjà Vu
- Presumpce viny
- Stav obležení
- Muž v ohni
- Equalizer 1
- Equalizer 2
- Equalizer 3: Poslední kapitola

### S jinými herci
- Apollo 13 – Kevin Bacon
- Kokosy na sněhu – Derice Bannock
- Chuckyho sémě – Brad Dourif
- Dennis – postrach okolí – Devin Ratray
- Piráti z Karibiku: Na konci světa – Chow Yun-Fat
- Scary Movie 3 – Anthony Anderson
- Scary Movie 4 – Anthony Anderson
- Iron Man – Terrence Howard
- Tajemství třetí planety – Gromozeka (Vasilij Livanov)
- Vítězství – Pelé
- Ip Man - Donnie Yen
- Ip Man 3 - Donnie Yen
- Ip Man 4: Finále - Donnie Yen
- Minecraft Movie - Jack Black

## Režie českého dabingu (výběr)

### Filmy
- Jurský park 3
- E.T. – Mimozemšťan
- Rambo: První krev
- Alexander Veliký
- Gladiátor
- Titanic
- Flynn Carsen: Honba za Kopím osudu
- Flynn Carsen: Návrat do dolů krále Šalamouna
- Mission: Impossible II
- Dobrodružství pirátů v zeleninové zemi
- Vítězství

### Seriály
- Akta X